# Vitaliebröderna

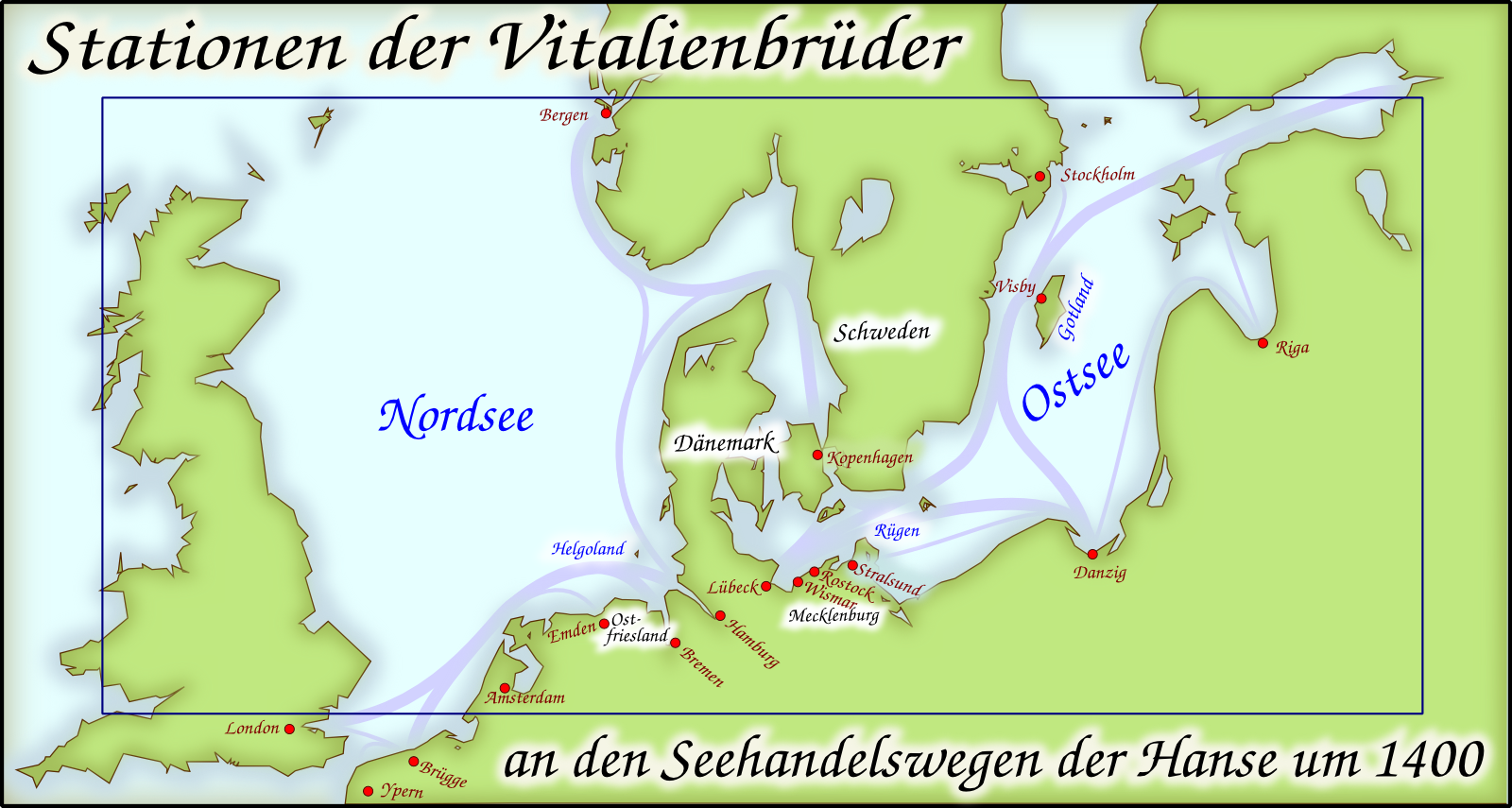
Nordsjön och Östersjön under 1400-talet: viktiga hamnar och städer för vitaliebröderna.

Vitaliebröderna (även fetaliebröderna) var en talrik grupp sjörövare som främst åren 1391–1398, under avsättningskriget mot Albrekt av Mecklenburg, härjade i Östersjön. De fanns kvar som kapare i Östersjön ända till 1430-talet, dock med allt mindre styrka. Ordet kommer från tyskans Vitalienbrüder, av lågtyskans Vitalie – proviant, ur latinets victualia – livsmedel; de förde proviant till Stockholm som vid den här tiden fortfarande hölls av Albrekts trupper, även om staden stod under belägring av trupper lojala med Kalmarunionen. Vitaliebröderna var förmodligen organiserade som ett gille eller ett brödraskap med vissa initiationsritualer. Deras fältrop var: Guds vänner och hela världens fiender! („Gottes Freunde und aller Welt Feinde!“).

## Historisk bakgrund
I slutet av 1300-talet dök en grupp pirater som kallades vitaliebröderna upp i Östersjön. De flesta härstammade från norra Tyskland. Vitaliebröderna bildades i samband med belägringen av Stockholm 1389. Albrekt av Mecklenburg var svensk kung och en mycket impopulär sådan. Hans impopularitet ledde till att den svenska adeln med hjälp av framförallt Danmark inledde ett krig mot Albrekt. Albrekt besegrades och fängslades varpå hans allierade tyskar i Stockholm blev belägrade. 
För att undsätta Albrekts allierade i Stockholm drog flera av hans tyska släktingar och vänner ihop en grupp vilda och bångstyriga unga män från den tyska lågadeln. Dessa ynglingar fick till uppgift att smuggla in förnödenheter, viktualier på äldre svenska, till Stockholm. De lyckades med sitt tilltag och fick därmed sitt namn, viktualiebröderna eller vitaliebröderna. Albrekt däremot lyckades inte behålla sin krona och fick lämna Stockholm och Sverige. När belägringen av Stockholm var över hade vitalianerna inte längre något uppdrag men de trivdes med sitt äventyrliga liv och inledde nu en karriär som allmänna pirater på Östersjön. 
Det som gjorde vitaliebröderna speciella och gav dem deras "Robin Hood-rykte", var det faktum att de var de första piraterna i den kristna historien som inte betalade sina besättningsmän en fast (om uppdraget var lyckat det vill säga) betalning på samma sätt som om det var ett fartyg i handelsflottan. Vitaliebröderna delade istället på vinsten. Givetvis fick kaptener och andra med högre befattning en större del av kakan, men alla delar var relaterade till vinsten. Det var detta sätt att fördela bytet som gav dem det andra namn som de är kända under, framförallt i Tyskland, "de Lijkdeelern" på lågtyska – "de som delar lika" skulle man kunna översätta det till. I Friesland berättas det även historier om hur de delade med sig till de fattiga, något som är betydligt svårare att belägga historiskt.

## Sjörövare

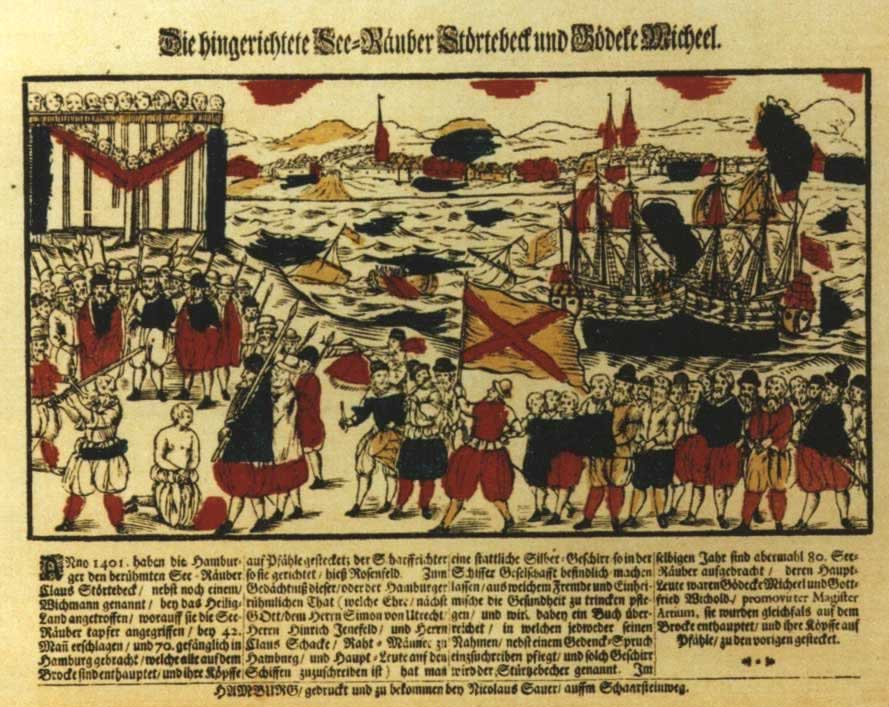
Vitaliebröderna Klaus Störtebeker och Gödeke Michels avrättas år 1401 (träsnitt från 1701, de avbildade i dräkter och utrustning från slutet av 1500-talet).

Vitaliebröder avser i svensk historia de kapare, främst nordtyskar,  som ställde sig i mecklenburgsk tjänst sedan kung Albrekt 1389 tillfångatagits av drottning Margareta efter slaget vid Åsle. Deras avsikt var att undsätta det av Albrekts tyska trupper ännu hållna Stockholm och återinsätta kungen på den svenska tronen. Vitalianerna lyckade också undsätta Stockholm, men gjorde samtidigt sig skyldiga till mord, bland annat fängslades 60 svenska borgare på Helga lekamens natt den 13 juni 1389, torterades i rådstugan och fördes sedan till Käpplingeholmen (i dag Blasieholmen) där de spärrades in i ett hus som tyskarna satte eld på – de så kallade käpplingemorden.
År 1392 nämns vitaliebröder för första gången, men redan året innan hade Mecklenburg öppnat två av sina hamnar för dem som på egen risk ville delta i kampen mot Danmark, samtidigt som de mecklenburgska hansestäderna Rostock och Wismar öppnade sina hamnar för dem. Utanför Allinge på Bornholm attackerades i slutet av sommaren 1391 skepp från hansastäderna Danzig, Elbing och Braunsberg av piraterna "med resta banér". Även tyska handelsskepp utanför Visby attackeras av de mecklenburgska piraterna.
Vitaliebrödernas piratverksamhet riktade sig i hög grad mot Hansans handel och de städer, främst Lübeck, som stödde drottning Margareta. Med året 1392 startade en väldig piratverksamhet på Östersjön och i Öresund. Upp till 5 000 sjörövare på minst 100 skepp härjade och mördade till havs. Rådet i Lübeck blev förfärat över piraternas härjningar. Man beslöt därför städerna i hansaförbundet att samla sina handelsskepp i stora konvojer. Bara utanför den estniska kusten härjade 1 500 pirater under 11 hövitsmän. De skonade ingen. Till och med biskop Tord från Strängnäs på väg till ett tyskt rådsmöte tillfångatogs och hölls i halsjärn. I augusti härjade vitaliebröderna i Öresund. I Skanör attackerades handelsmännen i land. Sammanlagt 32 borgare från Stralsund berättade att de flytt från stranden och blivit av med sill, tyg och andra varor för 5 350 stralsundska mark.
Vid påsktid år 1393 intog de mecklenburgska sjörövarna handelsstaden Bergen i Norge med hjälp av 18 stora skepp. I åtta dagar härjades staden och både kyrkor och borgare plundrades. En del av husen sattes i brand. På ett stort Hansamöte i juli i Lübeck beslöts att inställa all höstens fiskehandel i Öresund. Rådet i staden Danzig mottog i september ett brev från ögonvittnen på fiskemarknaden i Falsterbo. Hertig Johan från Mecklenburg hade här uppbringat mängder med handelsskepp, minst tio stycken. Allt det rövade godset blev sänt till Wismar. Malmö attackerades också av en sjörövarflotta och staden blev enligt en tysk rapport bränd ner i grunden. Även Köpenhamn attackerades på hösten 1393 men borgarna kastade tillbaka angriparna. Två tyska piratskepp, som seglat norrifrån genom Öresund, blev angripna av ett stort danskt skepp och några mindre. Tyskarna band samman sina skepp. Danskarna retirerade då till Köpenhamn och tyskarna lade sig utanför Dragör. Åter drog danskarna ut mot piraterna, denna gång med tre stora skepp och 12 så kallade "sneckor". 
I mars 1394 beslöts på ett Hansamöte att sända ut en flotta av sjörövarjägare bestående av 36 stora koggar, varje skepp bemannade med 100 soldater varav 20 skulle ha kraftiga armborst. Varje kogg skulle ledsagas av en snabbrodd "snecka", ett vikingatida krigsskepp, samt av en skuta. Rådet i staden Riga mottog samma år en rapport som berättade att de mecklenburgska sjörövarna hade en flotta på totalt mer än 300 piratskepp. Man hade nyligen kapat fem engelska skepp lastade med kläde. Varorna hade man fört till en ö utanför Blekinge. Samma år intogs Visby, som blev vitalianernas bas för verksamheten i Östersjön. 
Genom avtalet mellan Margareta och Albrekt 1395, då kungen frigavs och Stockholm pantsattes till Hansan, försvann den formella grundvalen för vitaliebrödernas verksamhet. De fortsatte dock att utgöra ett ständigt oroselement i östersjöområdet, speciellt i Finska viken och Bottniska viken. De behärskade tidvis Åbo och Viborg liksom borgarna Faxeholm, Styresholm och Korsholm runt Bottniska viken. Vitalianerna hade förmodligen mindre fästen även i inlandet, till exempel Tibrandsholm i Jämtland.
År 1396 sändes 11 stora tyska "fredskoggar" ut mot sjörövarna, vardera skepp beväpnat med hundra soldater varav 30 med stora armborst. Två fredsskepp på totalt 77 man sändes samtidigt ut från Kalmar för att angripa sjörövarskepp. I stället blev de vid Gotland infångade av tyskarnas fredsflotta. Tyskarna misstog sig och samtliga kalmarbor mördades genom att levande kastas i havet.
Sedan vitaliebröderna 1398 förlorat Visby och Gotland till Tyska orden tvingades de genom avtal med drottning Margareta att överge sina fästen i norra Östersjön, sist av alla överlämnade de Korsholms slott i Österbotten till kronan. Grupper av vitaliebröder fortsatte kaparverksamheten under flera decennier, även i Nordsjön med Friesland som bas; så sent som 1429 plundrade de Bergen. Kung Erik av Pommern påstås efter sin avsättning, då han levde på Visborgs slott som sjörövare på Östersjön, ha blivit de resterande vitalianernas ledare under åren 1438–1449.

## Kända vitaliebröder
Bland mer kända vitaliebröder fanns Klaus Störtebeker, Sven Sture, Knut Bosson, Klaus Mylies och Arend Styke, den sistnämnde senare hövitsman på Nyköpingshus.